# 新開座
新開座（しんかいざ）は、かつて青森県八戸市にあった映画館。

## 歴史
1915年（大正4年）、近藤元太郎によって三戸郡八戸町鍛冶町に建設された。八戸町としては初の映画専門劇場である。
新開座の名称の由来は、当時の鍛冶町周辺が沼地を埋め立てられて開発されたことで「新開地」と呼ばれていたことによるものである。入館料は大人10銭、子供5銭だった。1936年（昭和11年）の八戸市には、映画館として新開座、錦座、港座、弥生座、中央館の5館が存在した。